# Martin Endreß
Martin Endreß (* 28. Januar 1960 in Bochum) ist ein deutscher Soziologe.

## Leben
Martin Endreß besuchte erst eine Grundschule in Bremen, dann in Hamburg, woran sich das Gymnasium Buckhorn in Hamburg-Volksdorf anschloss. Dort legte er 1980 das Abitur ab. 1988 erwarb Martin Endreß den Magister im Hauptfach Soziologie. 1993 wurde er an der Universität Tübingen zum Dr. phil. promoviert, und 2002 habilitierte er sich für Soziologie. Von 1990 bis 1994 war Endreß ein freier Mitarbeiter der Akademie der Diözese Rottenburg-Stuttgart. Von 1992 bis 1994 arbeitete Endreß als wissenschaftlicher Mitarbeiter zunächst an der Universität Tübingen und anschließend von 1994 bis 1996 an der Friedrich-Alexander-Universität Erlangen-Nürnberg. Danach übernahm er von 1996 bis 2000 die Geschäftsführung des Sozialwissenschaftlichen Archivs an der Universität Konstanz. Von 2000 bis 2004 war er wieder als wissenschaftlicher Mitarbeiter an der Universität Tübingen tätig. Es folgten Vertretungsprofessuren an der Universität Duisburg-Essen sowie an der Bergischen Universität Wuppertal, wo Endreß 2008 die Ernennung zum Professor für Allgemeine Soziologie und Gesellschaftstheorie erhielt. Zum Sommersemester 2010 folgte dann die Übernahme der Professur für Allgemeine Soziologie an der Universität Trier als Nachfolger von Alois Hahn.
Von 1994 bis 2004 war Martin Endreß Redakteur der Alfred-Schütz-Werkausgabe. Seit 2010 ist er Herausgeber der Internationalen Fachzeitschrift für Philosophie und Sozialwissenschaften – Human Studies und Mitglied der Leibniz-Sozietät der Wissenschaften zu Berlin. Er ist Mitherausgeber von Zyklos.

## Veröffentlichungen (Auswahl)
Autor
- Anthropologie und Moral. Philosophische und soziologische Perspektiven. Königshausen & Neumann, Würzburg 2000, ISBN 3-8260-1757-9. (Gemeinsam mit Thomas Luckmann u. Nail Roughley)
- Vertrauen. Transcript, Bielefeld 2002, ISBN 3-933127-78-5.
- Alfred Schütz. UVK, Konstanz 2006, ISBN 3-89669-547-9.
- Die Ökonomie der Organisation – die Organisation der Ökonomie. VS Verlag, Wiesbaden 2009, ISBN 978-3-531-16750-3. (Gemeinsam mit Thomas Matys)
- Aktualität der Demokratie. Strukturprobleme und Perspektiven. Beltz Juventa, Weinheim 2020, ISBN 978-3-7799-6427-8. (mit Sylke Nissen und Georg Vodruba)
- Soziologische Theorien kompakt. 4. Aufl. De Gruyter Oldenbourg, Berlin 2023, ISBN 978-3-11-076085-9.

Herausgeber
- Zur Grundlegung einer integrativen Ethik. Für Hans Krämer. Suhrkamp, Frankfurt am Main 1995, ISBN 3-518-28805-9.